# Bavayia
Bavayia é um género de lagartos da família Diplodactylidae. Estes lagartos são endémicos da Nova Caledónia e Ilhas Lealdade.
São de pequena a média dimensão e distinguem-se de outros géneros pelo comprimento da cauda e pela forma dos dedos. São animais noturnos e bastante monótonos na coloração, passando o dia escondidos debaixo das plantas ou das rochas.

## Espécies
Reconhecem-se as seguintes 12 espécies:
- Bavayia crassicollis Roux, 1913.
- Bavayia cyclura (Günther, 1872).
- Bavayia exsuccida Bauer, Whitaker & Sadlier, 1998.
- Bavayia geitaina Wright, Bauer & Sadlier, 2000.
- Bavayia goroensis Bauer, Jackman, Sadlier, Shea & Whitaker, 2008.
- Bavayia montana Roux, 1913.
- Bavayia nubila Bauer, Sadlier, Jackman & Shea, 2012.
- Bavayia ornata Roux, 1913.
- Bavayia pulchella Bauer, Whitaker & Sadlier, 1998.
- Bavayia robusta Wright, Bauer & Sadlier, 2000.
- Bavayia sauvagii Boulenger, 1883.
- Bavayia septuiclavis Sadlier, 1989.